# ليندسي ك. غاردنر
ليندسي ك. غاردنر هو سياسي كندي، ولد في 27 ديسمبر 1875 في يارموث ‏ في كندا، وتوفي بنفس المكان في 23 أغسطس 1938. نشط حزبياً في الحزب الليبرالي في نوفا سكوشا ‏. وقد انتخب عضو مجلس نواب نوفا سكوشا.